# Amplificador d'energia

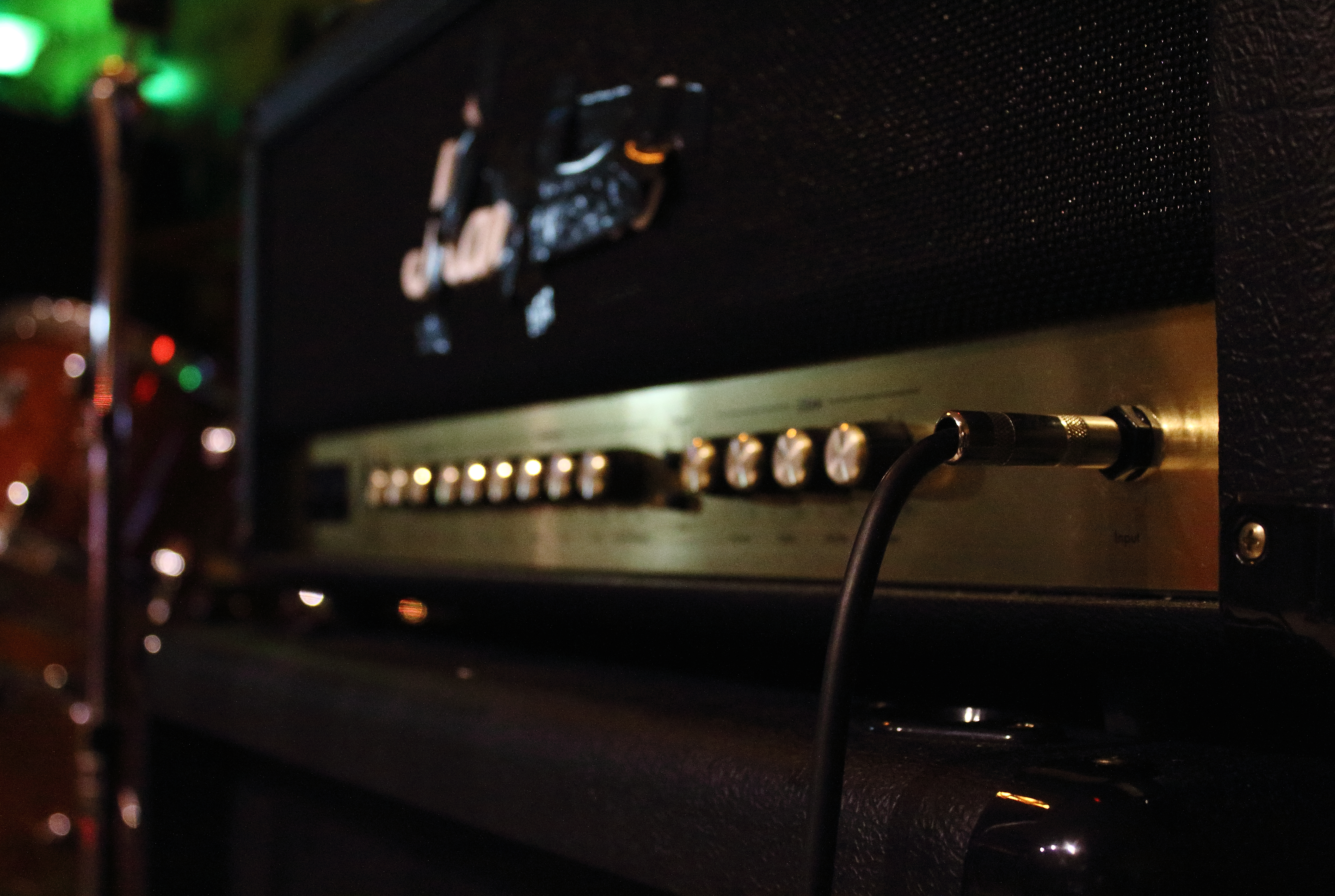
Amplificador per a guitarres elèctriques.

Un amplificador és tot dispositiu que, mitjançant la utilització d'energia, magnifica l'amplitud d'un fenomen. Encara que el terme s'aplica principalment a l'àmbit dels amplificadors electrònics, també existeixen altres tipus d'amplificadors, com els mecànics, pneumàtics, i hidràulics, com els gats mecànics i els boosters usats en els frens de potència dels automòbils.
Amplificar és engrandir la intensitat d'alguna cosa, en general, so. També podria ser llum o magnetisme, etc. En termes particulars, un amplificador és un aparell al qual se li connecta un dispositiu de so i augmenta la magnitud del volum. En música, s'usen de manera obligada en les guitarres elèctriques i en els baixos, car aquestes no tenen caixa de ressonància, el senyal s'obté perquè les cordes, metàl·liques i ferroses, vibren sobre una càpsula electromagnètica, i aquest senyal no és audible, però amplificada per un amplificador (valgui la redundància) sona amb el seu so característics. Mitjançant la seva interfície se li pot agregar diferents efectes, com tremolor, distorsions o reverb entre d'altres. Les ràdios i els televisors tenen un amplificador incorporat, que es maneja amb la perilla o telecomando del volum i permet que variï la intensitat sonora.

## Tipus d'amplificadors
- Electrònica II-I35:
  - Amplificador electrònic d'un sol pol.
  - Amplificador operacional.
  - Amplificador amb realimentació.
  - Amplificador diferencial.
  - Amplificador de transconductància variable.
  - Amplificador realimentat en corrent.
  - Amplificador d'aïllament.
  - Amplificador d'instrumentació.
  - Amplificador de potència.
- Física:
  - Amplificador d'energia.
  - Amplificador òptic.
  - Amplificador de televisió